# Eduard Ziehen (Historiker)
Eduard Ziehen (* 4. Januar 1896 in Frankfurt am Main; † 13. November 1945 ebenda) war ein deutscher Historiker.

## Leben
Nach dem Abitur am Lessing-Gymnasium studierte er ab Sommersemester 1914 Geschichte, Romanistik und Germanistik an der Universität Lausanne. Nach Ausbruch des Ersten Weltkriegs 1914 meldete er sich als Kriegsfreiwilliger zum Frankfurter Infanterie-Regiment Nr. 81. 1915 wurde er zum Füsilier-Regiment Nr. 80 versetzt, 1916 zum Nassauischen Infanterie-Regiment Nr. 88. Nach Kriegsende 1918 wurde er als Major entlassen. 
Er setzte das Studium an den Universitäten Frankfurt am Main, Heidelberg und München fort. 1921 promovierte er zum Dr. phil. und legte das Staatsexamen für die Fächer Deutsch, Französisch und Geschichte ab. 1921/22 war er Assistent am Historischen Seminar der Universität Frankfurt am Main. 
Während der Inflationszeit entschied er sich gegen die Hochschulkarriere und trat in den Höheren Schuldienst ein. Ab 1925 war er Studienrat an der Musterschule in Frankfurt am Main. Neben seiner Schultätigkeit forschte Ziehen weiterhin als Historiker zur reichsgeschichtlichen Stellung Frankfurts und des Mittelrheins im späten Mittelalter. 1934 bis 1937 habilitierte er sich mit einer zweibändigen Schrift zu Mittelrhein und Reich im Zeitalter der Reichsreform 1386-1504. 1939 wurde er Mitglied der Historischen Kommissionen für Nassau und Hessen-Waldeck.
Bei Ausbruch des Zweiten Weltkriegs 1939 wurde Ziehen zur Wehrmacht einberufen. Im November 1945 starb er an Entkräftung infolge von Gesundheitsschäden, die  auf bereits im Ersten Weltkrieg erlittene Verletzungen zurückgingen. Sein Nachlass befindet sich im Institut für Stadtgeschichte.

## Schriften (Auswahl)
- Die deutsche Schweizbegeisterung in den Jahren 1750–1815. Dissertation Universität Frankfurt am Main, 1922.
- als Herausgeber mit Julius Ziehen: Messe-Akademie der Musen. Alt-Frankfurt als Messe- und Krönungsstadt. Aus englischen Reiseberichten. Frankfurt am Main 1923, OCLC 246011043.
- Friedrich der Große und die Schweiz. Leipzig 1924, OCLC 18212037.
- Mittelrhein und Reich im Zeitalter der Reichsreform 1386-1504. Habilitationsschrift, Universität Frankfurt am Main, 1937
- König Adolf von Nassau. 1939
- Frankfurt, Reichsreform und Reichsgedanke 1486–1504. Ein Beitrag zur deutschen Geschichte in landschaftlich geprägter Form. Berlin 1940, OCLC 473724527.
- Kurrheinische Wirtschaftspolitik. 1941
- ‚Frankfurter Anstand’ und deutsch-evangelischer Reichsbund. 1941
- Mainz, Rheinfranken und das Reich. 1942